# Ribaseca
Ribaseca es una localidad española, perteneciente al municipio de Santovenia de la Valdoncina, en la provincia de León y la comarca de Tierra de León, en la Comunidad Autónoma de Castilla y León que en realidad no está seca, de hecho tiene dos riachuelos, un lavadero y un  
Los terrenos de Ribaseca limitan con los de Oteruelo de la Valdoncina y Villacedré al norte, Vilecha al este, Torneros del Bernesga y Onzonilla al sureste, Villanueva del Carnero al suroeste y Santovenia de la Valdoncina al noroeste. 
Perteneció a la antigua Hermandad de Valdoncina.

## Etimología
Ribaseca, aparece la voz “Ripa Sicca” en el año 905, el 20 de enero, en documento dado por Alfonso III y la reina Jimena conformando los privilegios dados por sus antecesores a la iglesia de Oviedo.
Con respecto a la etimología de este topónimo parece evidente que su significado atiende a “ribera seca”.
El edificio histórico que más destaca es su iglesia dedicada a Santiago y que fuera matriz de la de Santovenia, servida por un cura de primer ascenso y presentación de Su Majestad en los meses apostólicos y en los ordinarios por el cabildo catedralicio de León.
En el año 1017 Fredenando y Domna María avecindados en Ripasica, donan sus bienes al monasterio de Santiago de León.